# Lixing-lès-Saint-Avold
Lixing-lès-Saint-Avold é uma comuna francesa na região administrativa de Grande Leste, no departamento de Mosela. Estende-se por uma área de 6,32 km². Em 2010 a comuna tinha 689 habitantes (densidade: 109 hab./km²).